# ランカストリア (客船)
ランカストリア（Lancastria）はキュナード・ラインの客船。第二次世界大戦中に撃沈され約4,000名の犠牲者を出した。
ランカストリアはキュナード・ラインの子会社アンカー・ラインの客船ティレニアとして建造され1920年に進水した。16,243トン、176mで乗客1,785人を乗せることが出来た。1922年6月19日に処女航海に出発した。
1924年にランカストリアと改名され、イギリス・ニューヨーク間の定期航路に就航した。1932年からは地中海と北ヨーロッパのクルーズ船となっていた。第二次世界大戦の勃発によりランカストリアは貨物輸送を行い、1940年4月には兵員輸送船として徴用され、ノルウェーからの撤退に参加した。
ランカストリアはダンケルクからの撤退後に行われたフランスからの撤退作戦、エアリアル作戦の際に撃沈された。6月14日にリヴァプールを出港したランカストリアは16日にロワール川の河口に着き翌17日までに4,000から9,000名を乗せた。16時ごろランカストリアはドイツ軍のJu 88爆撃機による攻撃で3発の直撃弾を受けた。ランカストリアはひっくり返るように沈没し、生存者は2,477名であった。